# Ivan Bizjak (pisatelj)
Ivan Bizjak, slovenski pisatelj, * 17. december, 1936, Črni Vrh nad Idrijo, † 30. januar 2018, Piran.

## Življenje
Ivan Bizjak je bil mladinski pisatelj in založnik. Rodil se je 17. decembra 1936 v Črnem Vrhu nad Idrijo. Od otroštva je imel težave s slabovidnostjo, a je kljub temu doštudiral na Pedagoški fakulteti. Leta 1958 je diplomiral na ljubljanskem učiteljišču. V življenju je deloval na različnih področjih, bil je učitelj, upravitelj, pedagoški svetovalec in ravnatelj v občinah Idrija in Ljubljana. Na Filozofski fakulteti v Ljubljani je leta 1959 diplomiral kot predmetni učitelj pedagogike in slovenskega jezika s književnostjo. Leta 1960 je ustanovil Veselo šolo. Po upokojitvi je živel v Piranu.

## Založništvo
Njegovo ime je povezano s tremi slovenskimi založbami: Sanjska knjiga, Mladinska knjiga in Prešernova družba. Uredil je knjižne zbirke: Zlate knjige (1973), Zlate slikanice (1981), Petdeset najlepših (1989), Sto slovenskih ... (1983)  in Sedmerice velikih (1999). Njegove knjige so izšle v osmih zbirkah, v njegovem uredništvu. Ustanovil je Bevkove bralne značke.
Leta 2006 je prejel Schwentnerjevo priznanje za življenjsko delo v založništvu in bralni kulturi na Slovenskem.

## Delo
Pisatelj Ivan Bizjak piše prozna dela za otroke in poezijo, v katerih so glavni liki živali ter poljudnoznanstvene knjige za otroke. Objavlja tudi v revijah Pil, Mlada pota, Otrok in družina, Ciciban in Trobentica.
Mnenja javnosti o delih Ivana Bizjaka so različna. O njegovih delih je razpravljala tudi dr. Milena Mileva Blažič v revijah Jezik in slovstvo ter v prilogah revij Ciciban in Cicido.

### Proza za otroke
- Karmorabit morabit (1976)
- Petelin in dva petelinčka (1995)
- Srečelov (1995)
- Nori bik (1998)
- Tarin mačkon Mrmjavček (2001)
- Muca čarodejka (2003)
- Mačja tačka in...krava (2006)
- Mačja tačka in...račka (2006)
- Mačja tačka in...konj (2006)
- Mačja tačka in...petelin (2006)
- Mačja tačka in...pujsek (2006)
- Mačja tačka in...psiček (2006)
- Mojamoja in Mojmoj (2006)
- Sanjalčkov živalski svet (2007)
- O biku na zvoniku (2009)
- Zaljubljeni maček (2008)
- Sanjalčkove domače živali (2009)

### Poljudno znanstvene knjige za otroke
- Svet pred domačim pragom (1970)
- Korenine našega časa (1983)
- Slikanica o človeku (1994)